# Iglesia de Watoto
La Iglesia de Watoto (en inglés: Watoto Church) anteriormente la "Iglesia Pentecostal de Kampala"  es una iglesia de habla inglesa situada en el corazón de la ciudad de Kampala, Uganda. La misión de la iglesia es "ser una iglesia comunitaria célula de habla inglesa, la celebración de Cristo, creciendo y multiplicándose a medida que cada uno llegue a otro, tocando a los que nos rodean con el amor de Jesús, trayendo sanidad a las ciudades y las naciones."
La iglesia cuenta con varias células en Kampala. Cada célula comprende de 5 a 10 miembros que se reúnen durante la semana. Durante el encuentro se comparte en la comunión. Ellos son bien conocidos por sus proyectos semilla en la ciudad.